# Palazzo Ferri
Il palazzo Ferri è un edificio del centro storico di Ascoli Piceno, ubicato in corso Giuseppe Mazzini vicino all’incrocio con corso Trento e Trieste, nelle vicinanze di Piazza del Popolo.
L’intera facciata è decorata da graffiti simbolici eseguiti nel 1880, rappresentando in tal senso un vero e proprio unicum nella città di Ascoli.

## Descrizione
Costruito con blocchi di travertino, tipico materiale del territorio ascolano, ha una facciata con forma leggermente concava che si sviluppa lungo corso Mazzini. Si presenta con un portale incorniciato con bugne in travertino con arco a tutto sesto e con finestre architravate in entrambi i piani.
La peculiarità di palazzo Ferri è data dalle pregevoli decorazioni della facciata su corso Mazzini. Realizzati con la tecnica a graffito nel 1880 dai pittori Domenico Ferri e Nazzareno Orlandi e restaurati nel 2016, presentano figure con motivi vegetali esili e sinuosi tipicamente ottocenteschi e figure di grifoni nella zona più bassa.